# Barbechat
Barbechat is een plaats en voormalige gemeente in het Franse departement Loire-Atlantique in de regio Pays de la Loire en telt 1062 inwoners (1999). De plaats maakt deel uit van het arrondissement Nantes.

## Geschiedenis
Barbechat is op 1 januari 2016 gefuseerd met de gemeente La Chapelle-Basse-Mer tot de gemeente Divatte-sur-Loire. 

## Geografie
De oppervlakte van Barbechat bedraagt 11,8 km², de bevolkingsdichtheid is 90,0 inwoners per km².
De onderstaande kaart toont de ligging van Barbechat met de belangrijkste infrastructuur en aangrenzende gemeenten.

## Demografie
Onderstaande figuur toont het verloop van het inwonertal.